# Vé
Vé, ou Wiho para os germânicos, era um dos Aesir, filho de Bestla e Borr na Mitologia nórdica. Seus irmãos eram Vili e Odin. Era conhecido por ter dado à humanidade os dons da fala e da palavra.
Na poema Lokasenna, o deus Loki sugere que Vé teve um caso com Friga, esposa de Odin.  
No poema Völuspá, Hoenir e Lóðurr auxiliaram Odin a criar Ask e Embla, respectivamente o primeiro homem e mulher. Mas no poema Gylfaginning, afirma-se que os auxiliares na criação foram Vili e Vé. Como Snorri Sturluson, autor de Gylfaginning conhecia Völuspá, é possível que Lóðurr fosse um outro nome de Vé.